# Euura
Euura (лат.) — род перепончатокрылых насекомых-пилильщиков (Tenthredinidae) из подсемейства Nematinae. Около 700 видов. Встречаются в основном в Палеарктике и Неарктике, Ориентальная область; интродуцированы в Афротропику, Неотропику и Австралазию.

## Описание
Мелкие пилильщики, с длиной тела, как правило, менее 6 мм (варьирует от 2 до 11 мм). Основная окраска чёрная и с жёлтыми или красными отметинами на брюшке и груди. Катэпимерон без волосков и тангиум ланцета без кампаниформных сенсилл (в том числе, у 150 видов из Euura s.str. и Pontania ).

## Биология
Фитофаги, личинки живут в галлах (или свободно) на черешках и жилках листьев, в почках и ветках. Среди кормовых растений преобладают представители ивовых (Salicaceae) и другие.
Некоторые личинки питаются на растениях, а некоторые образуют растительные галлы на ивах (виды Salix). В случае галлообразующих видов, когда самка откладывает яйца, она впрыскивает стимулятор, и галл начинает формироваться ещё до того, как вылупятся яйца. Большинство галлов пилильщиков твёрдые, и отдельные личинки обычно поселяются в галле, питаясь тканями, и покидают галл, чтобы окуклиться в почве. Большинство видов — монофаги (специфичны для одного вида ивы), хотя один вид, Euura mucronata, является полифагом, питающимся более чем тридцатью видами ивы.
В отличие от большинства галловых насекомых, у которых развитие галла является реакцией на незрелые стадии, живущие в галле, самки видов Euura во время яйцекладки впрыскивают вещество, которое запускает рост галла. Выделения самок привели к тому, что таксономисты считают виды пилильщиков, вызывающие галлы, весьма специфичными для хозяина. Галл — это аномальный рост, при котором клетки растения-хозяина увеличиваются и/или размножаются, обеспечивая пищу и убежище для возбудителя галла. Большинство возбудителей галлов придерживаются одного вида хозяина или группы близкородственных видов и, как правило, наносят кратковременный, локальный ущерб растению-хозяину.
Одна из гипотез эволюции галлов заключается в том, что они могли возникнуть из личинок предка, который либо сворачивал, либо разворачивал листья, в результате чего появилась E. atra, которая обычно не вызывает галлов, но таксономически принадлежит к галловым видам. Первая публикация галлов от пилильщика была сделана Франческо Реди в 1668 году с иллюстрациями E. proxima. Антони ван Левенгук написал множество писем в Королевское общество, в том числе одно о «наростах на листьях ивы». Первые исследователи иногда принимали паразитоидов, выходящих из галлов, за возбудителей галлов. Реамур (1737), возможно, был первым, кто правильно идентифицировал пилильщика как галлообразователя, основываясь на морфологии личинок.

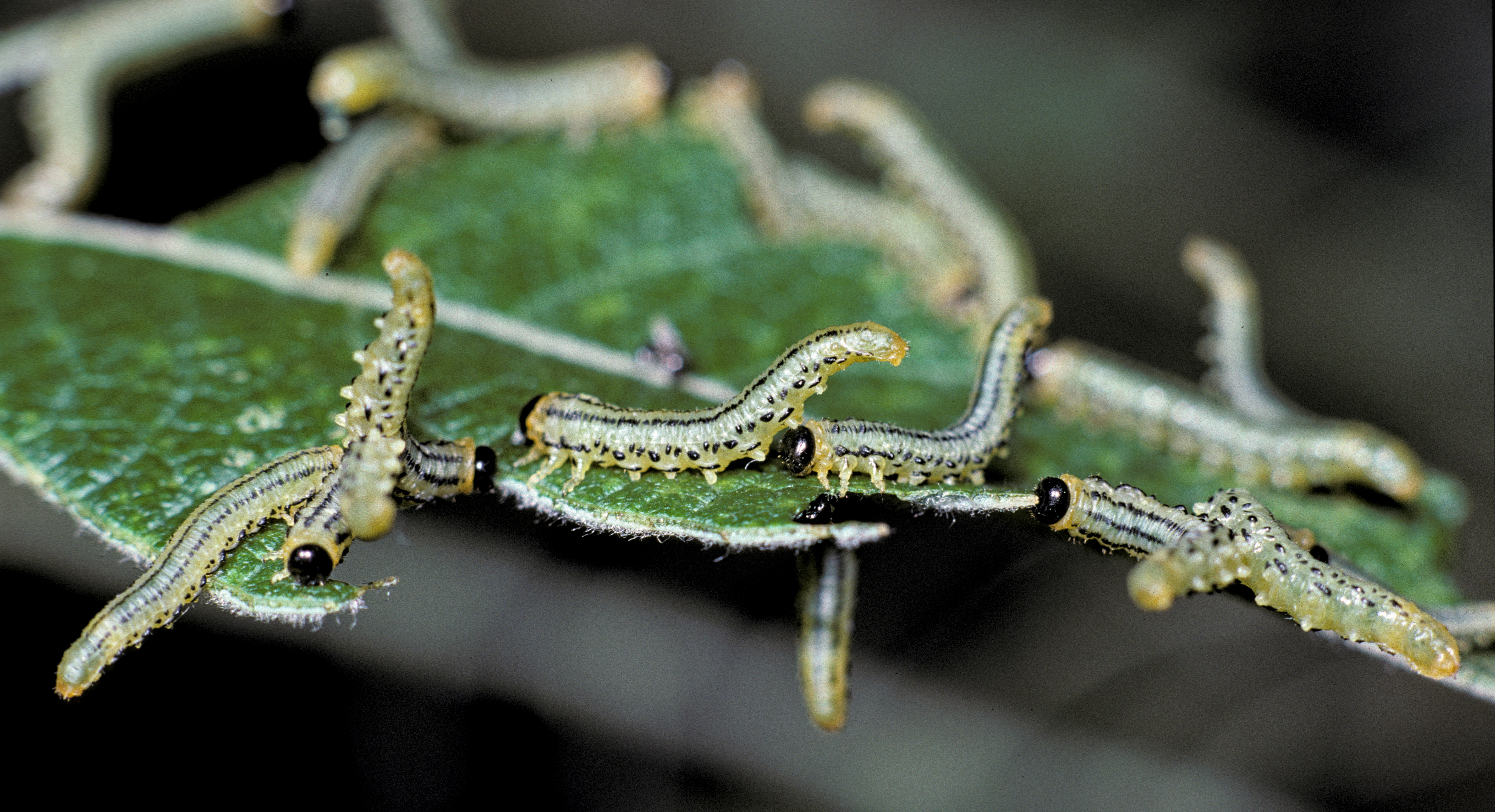
Свободноживущие личинки Euura pavida
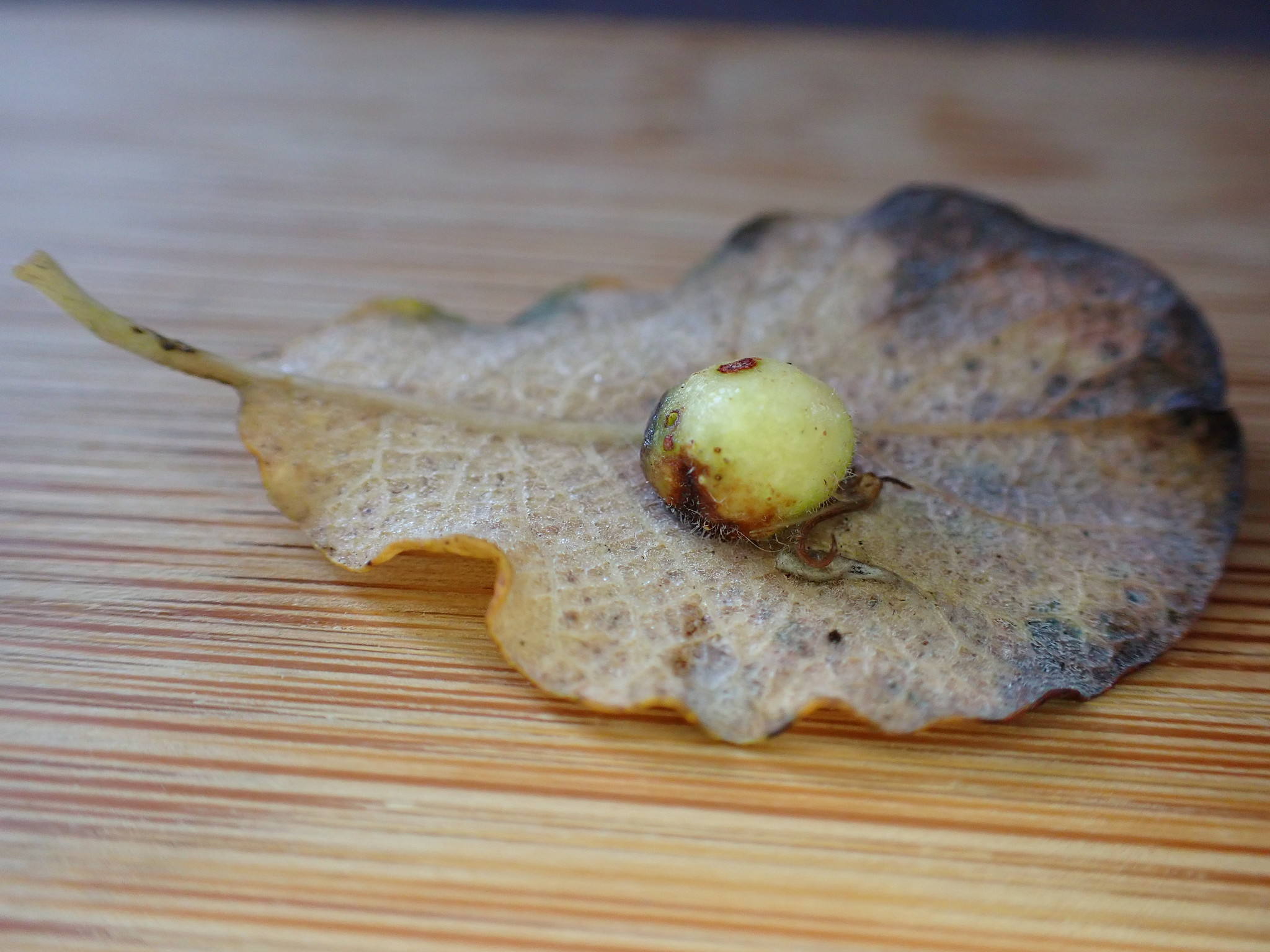
Галл, вызываемый Euura pedunculi

## Систематика
В широком таксономическом объёме известно около 700 видов, часть видов и подродов иногда рассматривается в отдельных родовых таксонах или включалась в ранге подрода в состав рода Nematus. В старом узком объёме для Палеарктики указывалось 27 видов, в фауне России около 10 видов. В ходе ревизии подсемейства Nematinae в 2014 году была проведена массовая синонимизация родов под именем Euura, в результате чего его таксономический объём увеличился в несколько раз. В 2014 году виды Eupontania, Phyllocolpa, Pontania и Tubpontania, вызывающие галлы на иве, были помещены в Euura, что отражает прогресс в понимании их филогении. Также были переведены свободноживущие виды.
В этом новом объёме состав рода в 2017 году был равен: мировая фауна — около 450 видов; Палеарктика — около 300; Россия — 258.
До недавнего времени таксономия галлообразующих Euura основывалась в основном на морфологии взрослых особей, а личинки часто обитали на широком спектре видов из рода Ива (Salix). С 1980-х годов Йенс-Петер Копельке утверждал, что каждый вид пилильщиков является строго монофагом, то есть питается одним видом. С тех пор Копельке и другие таксономисты описали множество новых видов, хотя это не является общепринятым мнением, и утверждается, что некоторые недавно описанные виды считаются расами растений-хозяев. Причина в том, что существуют лишь небольшие генетические и морфологические различия, которые не являются достаточным основанием для того, чтобы рассматривать их как отдельные виды.
Выделяют около 20 подродовых таксонов. Большая часть видов приходится на подроды Amauronematus (~100), Pontania (~30) и Pteronidea (~50).
- Euura abnormis (Holmgren, 1883)
- Euura aceroserra Taeger & Blank, 2014
- Euura acuminata Enslin, 1915
- Euura acutifoliae (Zinovjev, 1985)
- Euura acutiserra (Lindqvist, 1949)
- Euura aeger (Konow, 1895)
- Euura amerinae (Linnaeus, 1758)
- Euura anglica (Cameron, 1877)
- Euura angusta (Hartig, 1837)
- Euura anomaloptera (Förster, 1854)
- Euura aquilonis (Benson, 1941)
- Euura arbusculae (Benson, 1941)
- Euura arctica MacGillivray, 1919
  - =Pontania deminuta MacGillivray, 1919; P. delicatula MacGillivray, 1919; Euura abortiva MacGillivray, 1919)
- Euura arcticornis (Konow, 1904)
- Euura atra (Jurine, 1807)
- Euura auritae Kopelke, 2000
- Euura bigallae (Vikberg & Zinovjev, 2014)
- Euura boreoalpina Kopelke, 2001
- Euura brevicornis (Förster, 1854)
- Euura breweriae
- Euura bridgmanii (Cameron, 1883)
- Euura butleri
- Euura calais (W.F. Kirby, 1882)[16]
- Euura caucasica  Liston, Taeger & Blank, 2009
- Euura cinereae Kopelke, 1996
- Euura collactanea (Förster, 1854)
- Euura cooperae
- Euura cosensii
- Euura crassipes (Thomson, 1871)
  - =Euura lapponica Kopelke, 1996
- Euura cynips
- Euura cyrnea (Liston, 2005)
- Euura daphnoidica Kopelke, 2001
- Euura delicatula (MacGillivray, 1919)
- Euura destricta (MacGillivray, 1923)
- Euura dolichura (Thomson, 1871)
- Euura elaeagnos Kopelke, 1996
- Euura exiguae
- Euura femoralis (Cameron, 1876)
- Euura flavipes
- Euura freyja  (Liston, Taeger & Blank, 2009)
- Euura gallae
- Euura gallarum (Hartig, 1837)
- Euura gemmacinereae Kopelke, 2001
- Euura gemmafoetidae Kopelke, 2001
- Euura gemmahelveticae Kopelke, 2001
- Euura gemmura
- Euura geyerianae
- Euura glabrifrons (Benson, 1941)
- Euura glaucae Kopelke, 1994
- Euura groenlandica  (Malaise, 1933)
- Euura hastatavora  Vikberg, 2014
  - =Eupontania hastatae  Vikberg, 1970
  - =Euura hastatae  Vikberg, 1970
- Euura hastatae Malaise, 1921
- Euura hastatavora (Vikberg, 2014)
- Euura herbaceae (Cameron, 1876)
- Euura hokkaido Hara & Shinohara, 2022[17]
- Euura hoppingi
- Euura insularis
- Euura ischnocera (Thomson, 1863
- Euura kincaidi
- Euura kriechbaumeri (Konow, 1901}
- Euura laeta (Brischke, 1883)(Zaddach, 1883)
- Euura lanatae Malaise, 1921
- Euura lappo Malaise, 1921
- Euura lasiokpis
- Euura lasiolepis
- Euura lemmoniae
- Euura lethe Prous & Liston, 2014
- Euura leucapsis (Tischbein, 1846)
- Euura leucosticta (Hartig, 1837)
- Euura longiserra (Thomson, 1863)
- Euura medullarius
- Euura megacephala (Rohwer, 1908) spec. rev.,
- Euura mexicana
- Euura mimator Schmidt, 2014
- Euura moenia
- Euura mucronata (Hartig, 1837)typus
- Euura myrsiniticola Kopelke, 1991 comb nov
- Euura myrsinifoliae Kopelke, 2001
- Euura myrtilloides Kopelke, 1996
- Euura myrtilloidica Kopelke, 1991
- Euura nigra
- Euura nigrella
- Euura nigricantis (Kopelke, 1986)
- Euura nigritarsis Cameron, 1885
- Euura nitidinota (Vikberg, 2010)
- Euura nivalis (Vikberg, 1970)
- Euura nudipectus (Vikberg, 1965)
- Euura oblita (Audinet-Serville, 1823)
- Euura okutaniana Hara & Shinohara, 2022[18]
- Euura orbitalis
- Euura pacifica  (Marlatt, 1896)
- Euura pedunculi (Hartig, 1837)
- Euura perturbans
- Euura petandrae
- Euura phylicifoliae Kopelke, 2001
- Euura piliserra (Thomson), 1863
- Euura plicadaphnoides Kopelke, 2007
- Euura plicalapponum Kopelke, 2007
- Euura plicaphylicifolia Kopelke, 2007
- Euura pohjola Liston, Vikberg, Mutanen, Nyman & Prous, 2023[19]
- Euura polita (Zaddach, 1883)
- Euura proxima (Serville, 1823)
- Euura polita (Zaddach, 1883)
- Euura prussica (Zaddach, 1883)
- Euura purpureae (Cameron, 1884)
- Euura pustulator (Forsius, 1923)
- Euura reticulatae (Malaise, 1921)
- Euura saliceti  (Fallen, 1808)
  - =Euura gemmarum
- Euura salicicola
- Euura salicis  (Linnaeus, 1758)
- Euura saliciscinereae (Retzius, 1783)
- Euura salicisnodus
- Euura salicispurpureae Kopelke, 2014
- Euura salicisovum
- Euura samolad (Malaise, 1921)
- Euura scotaspis (Förster, 1854)
- Euura scoulerianae
- Euura serissimae
- Euura shibayanagii
- Euura shinoharai Hara & Smith, 2017[20]
- Euura sibirica  (Malaise, 1931)
- Euura soboensis Haris & Zsolnai, 2007
- Euura spaethi  (Liston, 2005)
- Euura subgemma Liston, 2006
- Euura suecica Blank & Taeger, 2014
- Euura testaceipes (Brischke, 1883)(Zaddach, 1883)
- Euura triandrae (Benson, 1941)
- Euura unigallae (Vikberg & Zinovjev, 2014)
- Euura ursaminor Liston, Vikberg, Mutanen, Nyman & Prous, 2023
- Euura vesicator (Bremi-Wolf, 1849)
- Euura venusta (Brischke, 1883)
- Euura viminalis (Linnaeus, 1758) Kopelke, 2001
- Euura virilis (Zirngiebl, 1955)
- Euura weiffenbachiella Liston & Vikberg, 2017
  - = Euura weiffenbachii Ermolenko, 1988
- Euura zaitzevi (Enslin, 1919)
- Другие виды